# Hanamachi
Hanamachi (jap. 花街, Blumenviertel) sind traditionelle Geisha-Viertel in Japan.

## Herkunft des Begriffes
Der Begriff Hanamachi (花街) bezeichnete in seiner alternativen Lesung Kagai ursprünglich Rotlichtviertel, in denen sowohl Geisha als auch Prostituierte ihre Wohnungen und Arbeitsstätten hatten.

## Einheiten
Die kleinste sozioökonomische Einheit in einem Hanamachi besteht in der Regel aus zwei Gebäuden:
- Eine Okiya (置き屋 oder 置屋) ist das Wohnhaus der Geisha 芸妓 (Jp.芸妓 ,芸子 Geiko), der Begriff wird auch synonym für die darin lebende Geisha-„Familie“ verwendet. Männern ist der Zutritt zu einer Okiya nur unter bestimmten Umständen und zu bestimmten Zeiten gestattet; Männer die eine Okiya betreten dürfen sind Kalligrafie- und Musiklehrer, Perückenmacher, Friseure, Kimono-Schneider und Ankleider sowie Angestellte des Kemban-sho (Gewerkschafts- bzw. Registrierungsamt eines Hanamachi).
- Ein O-chaya (お茶屋, ehrenwertes Teehaus) ist das Gebäude, in dem die Geiko 芸子 und Maiko 舞妓 ihrer Arbeit nachgehen und ihre Kunden unterhalten können.

Eine weitere bedeutende Einrichtung in jedem Hanamachi ist das Kaburen-jō (歌舞練場, Gesang-und-Tanz-Übungsstätte), das als künstlerisches Hauptquartier des jeweiligen Hanamachi fungiert. Hier sind meistens ein Theater und die Büroräume des Kemban-sho (検番署) zu finden. Jedes Hanamachi verfügt außerdem über eine Schule, in der die künstlerischen Fähigkeiten wie Tanz und Musik erlernt werden. Früher verfügte jedes Hanamachi über seine eigene Schule. Heute gibt es in Kyōto nur noch drei und in Tokio nur noch eine Schule: die Nyokoba-Schule in Gion-Kōbu, die Kamogawa-Schule in Ponto-chō, die Higashiyama-Schule in Miyagawa-chō, die Geisha in Gion Higashi und Kamischichiken haben zwar Räumlichkeiten, die als Lehrstätte dienen, ihre Lehrer kommen aber aus ganz Japan. In Tokyo gibt es die Mukojima-Schule in Asakusa, Tokio.

## Bekannte Hanamachi
Die Krise, in die der Geisha-Beruf in der Moderne geraten ist, führte dazu, dass viele Hanamachi in ganz Japan schließen mussten. Die heute noch existierenden verteilen sich größtenteils auf die drei Großstädte Kyōto, Osaka und Tokio, in denen die traditionelle Kultur Japans zusammen mit den Geisha überdauert hat.

### Kyōto
Kyōto verfügt über fünf Hanamachi, die hier noch als „Kagai“ bezeichnet werden:
- Gion (祇園 oder 祇をん) wird manchmal nur als ein Viertel gezählt, besteht aber aus zwei Hanamachi:
  - Gion-Kōbu (祇園甲部), in dessen Kaburen-jo findet traditionell das Miyako-Odori statt.
  - Gion-Higashi (祇園東)
- Ponto-chō (先斗町)
- Kamishichiken (上七軒)
- Miyagawa-chō (宮川町)
- Shimabara (嶋原 oder 島原) Shimabara ist heutzutage nicht mehr offiziell als kagai gelistet.

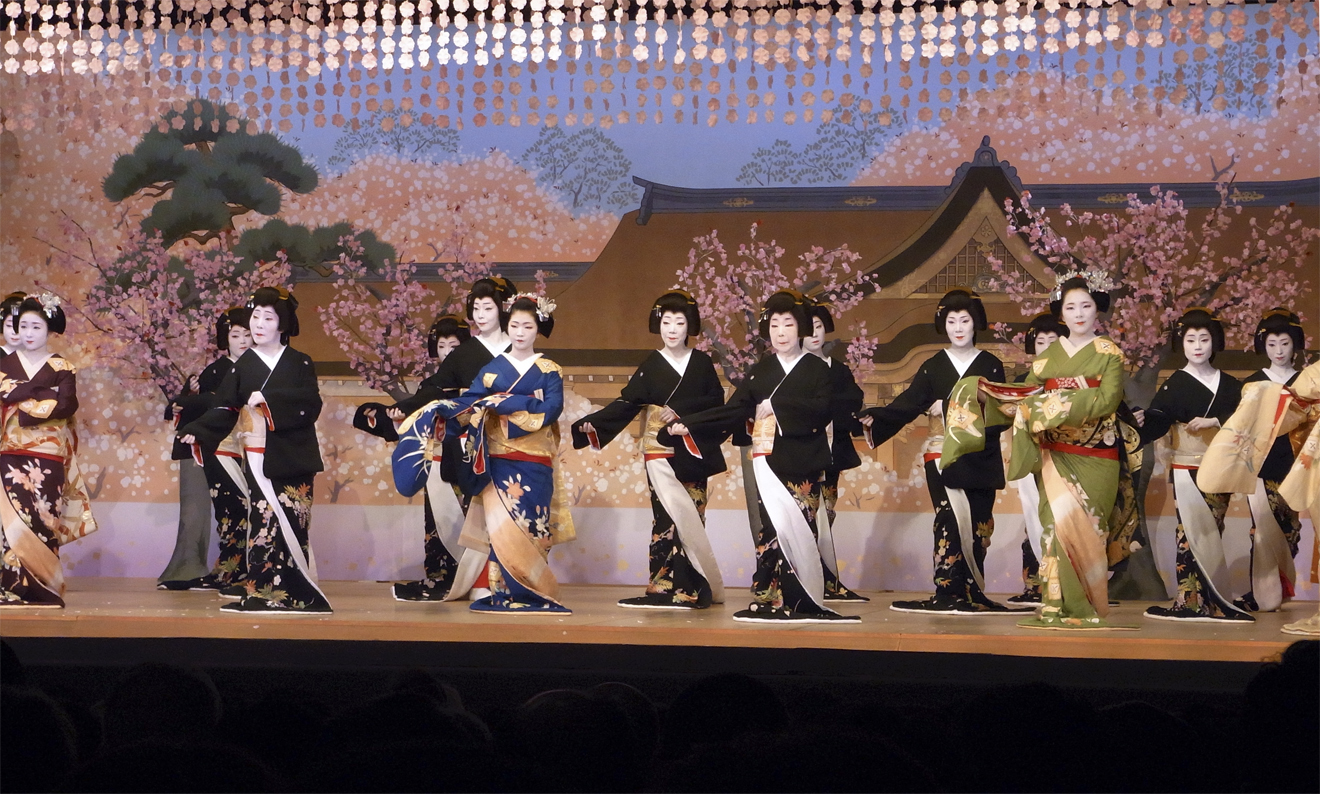
Kitano odori, Kabuki-Tanz, der jährlich von den Geishas von Kamishichike aufgeführt wird.

### Tokio
Tokio verfügt über sechs Hanamachi, in denen die Zahl der Geishas allerdings stark abgenommen hat:
- Shinbashi (新橋)
- Akasaka (赤坂)
- Asakusa (浅草)
- Yoshichō
- Kagurazaka (神楽坂)
- Mukojima

### Osaka
- Kita Shinchi
- Minami Shinchi
- Shinmachi

### Kanazawa
- Higashi Chaya
- Nishi Chaya
- Kazuemachi Chaya

Die Zahl von Maiko und Geisha in den Hanamachis von Kyōto betrug im Jahr 1965 noch über 500, im März 2005 betrug sie nur noch 193. Die Zahlen der Geisha haben seit 2005 aber wieder stark zugenommen, ganz besonders gut sichtbar ist das in Kanazawa, Atami und Kyoto. In Kanazawa sanken die Zahlen der Geisha von 2001 bis 2011 von 42 bis auf 11. Im Jahr 2015 wurde die Shinkansen-Strecke zwischen Tokyo und Kanazawa erneuert, außerdem befahren Züge die Strecke nun durchgängig. Dies bringt der Stadt mehr Besucher, unter denen sich oft wohlhabende Geschäftsleute befinden, und damit neue wirtschaftliche Prosperität, mit der auch langsam die Geisha zurückkehren. Seit Januar 2017 arbeiten 24 Geisha in Kanazawa.
Auch in Atami, einem der bekanntesten Badeorten und Standorte der Onsen-Geisha sank die Zahl der Geisha bis zur Jahrhundertwende drastisch, von etwa 800 in den 1990er-Jahren auf knapp unter 100 um 2000. Laut der Atami Geigi Vereinigung sind Anfang 2017 wieder 120 Geisha aktiv.
In Kyoto betrug die Zahl der aktiven Maiko und Geiko, wie sie dort genannt werden, 2005 nur noch 193. Insbesondere durch das Internet, über das sowohl die Stadt Kyoto als auch die Hanamachi und Okiya selbst Werbung für die Geiko machen und auch immer öfter nach neuen Bewerberinnen suchen ist die Zahl der Geisha wieder deutlich gestiegen. Im Februar 2017 arbeiten wieder 276 Geiko und Maiko, 79 Maiko und 198 Geiko, in Kyoto. Die Maiko und Geiko in Kyoto sind auch am besten dokumentiert; insbesondere in Japan haben sie Fans, die jedes Debüt dokumentieren. Die Namen, mit welcher okiya oder welchen Teehaus sie Beziehungen haben und sogar ihr ungefähres Alter ist über jede aktive Maiko und Geiko in Kyoto bekannt.

## Einzelbelege
1. ↑  Akihiko Suzuki: "Kyoto group creates geisha pension plan", The Japan Times, 18. März 2005
2. ↑  ひがし茶屋街の新人芸妓「七葉（しちは）」. Yomiuri Online, abgerufen am 1. Februar 2017 (japanisch).